# Шаури
Шаури (цез. Эша) — село в Цунтинском районе Республики Дагестан. Входит в состав Шауринского сельсовета.

## География
Село находится на берегу реки Метлуда (бассейн реки Андийское Койсу), на расстоянии 20 км к северо-западу от села Цунта, административного центра района.

## История
В 1935—1944 годах — административный центр Цунтинского района. В 1944 году село было ликвидировано, а население переселено в Веденский район. В 1957 году было восстановлено. 15 декабря 2003 года ночью группа чеченских сепаратистов в главе с Русланом Гелаевым захватила село Шаури. Они удерживали местную больницу, рассчитанную на 50 мест.

## Население
| 1888 | 1895 | 1926 | 1939 | 1970 | 1989 | 2002 |
| ---- | ---- | ---- | ---- | ---- | ---- | ---- |
| 56   | ↗58  | ↘32  | ↗315 | ↘47  | ↗130 | ↗241 |
| 2010 | 2021 |      |      |      |      |      |
| ↘218 | ↗433 |      |      |      |      |      |